# Château de Schachenstein
Le château de Schachenstein est un château situé dans la commune de Thörl, dans le land de Styrie en Autriche.
Construit en 1464, il était le dernier château perché de Styrie. Il était destiné à être la résidence d'été de l'abbé Johann II. Schachner von Lambrecht et à garder le passage sur la route de la vallée.
Il a été agrandi en 1630 et 1740. À partir de la fin du XVIIIe siècle, le château a perdu son rôle et est tombé progressivement en ruines.

## Source
- (en) Cet article est partiellement ou en totalité issu de l’article de Wikipédia en anglais intitulé « Schachenstein Castle » (voir la liste des auteurs).